# Station Fukushima (Osaka)
Station Fukushima ( 福島駅, Fukushima-eki) is een spoorwegstation in de wijk Fukushima-ku in Osaka. Het wordt aangedaan door de Osaka-ringlijn. Het is een van de vele stations in de omgeving; in een straal van 300 meter zijn er nog twee (trein)stations. Het station heeft twee sporen, gelegen aan een enkel eilandperron.

## Geschiedenis
Het eerste station werd geopend in 1898 aan de Nishinari-spoorweg. In 1964 werd er na de splitsing van de Nishinari-lijn een nieuw station op een dijklichaam gebouwd, dat de nieuwe ringlijn moest bedienen.

## Toekomst
Sinds 1993 zijn er in de omgeving nog drie stations aangelegd, mede door de ontwikkeling van een zakendistrict op de westelijke helft van het eiland Nakanoshima. Daar het station Fukushima het verst van het eiland is afgelegen, vreest men een daling van het aantal reizigers.

## Treindienst

### JR West
| 1 | ■Osaka-ringlijn | naar Nishikujō, Bentenchō en Tennōji |
| 2 | ■Osaka-ringlijn | naar Ōsaka en Kyōbashi               |

## Stationsomgeving
- Station Fukushima voor de Hanshin-lijn
- Station Shin-Fukushima voor de JR Tozai-lijn
- Station Nakanoshima voor de Keihan Nakanoshima-lijn
- The Symphony Hall
- Fukushima Tenmangū-schrijn
- Laxa Osaka (wolkenkrabber)
- 7-Eleven
- FamilyMart

Osaka · Fukushima · Noda · Nishikujo · Bentencho · Taisho · Ashiharabashi · Imamiya · Shin-Imamiya · Tennoji · Teradacho · Momodani · Tsuruhashi · Tamatsukuri · Morinomiya · Osakajo-koen · Kyobashi · Sakuranomiya · Temma · Osaka